# House of Shakira
House Of Shakira es una banda sueca de hard rock formada por los guitarristas Mats Hallstensson y Anders Lundström en la ciudad de Estocolmo en 1991 bajo el nombre "The Station". Su primer álbum fue publicado en 1997 y fue titulado Lint. A partir de allí han grabado varios álbumes de estudio, en directo y algunos compilados, además de participar en importantes festivales como el Sweden Rock y el Firefest.

## Músicos
- Andreas Novak - voz
- Anders Lundström - guitarra
- Mats Hallstensson - guitarra
- Basse Blyberg - bajo
- Martin Larsson - batería

## Discografía
- 1997 - Lint
- 1998 - On the Verge
- 2000 - Best of Two
- 2000 - III
- 2003 - Live +
- 2004 - First Class
- 2005 - Live at Firefest
- 2007 - Retoxed
- 2012 - HOS
- 2013 - Pay to Play
- 2014 - Paid to Play Live!
- 2016 - Sour Grapes
- 2019 - Radiocarbon